# Henri-Edmond Fouché
Pour les articles homonymes, voir Fouché.
Henri-Edmond Fouché est un ingénieur et industriel français né le 23 février 1860 à Crèvecœur-le-Grand et mort le 30 janvier 1943 à Nantes.

## Biographie
Henri-Edmond Fouché est le fils de l’industriel Louis-Arsène Fouché. 
Il épouse Anne Haëntjens, fille d’Ernest Haëntjens et de Marie-Anne Pinczon du Sel des Monts. Il est le beau-père d'Antoine d'Arcangues.
Sorti diplômé de l’École polytechnique en 1881, il devient ingénieur au chantier naval  de Nantes, avant de fonder un cabinet d'ingénieur-conseil dans cette même ville.
En 1895, il fonde avec son condisciple à Polytechnique, Eugène Guillet de La Brosse, l'établissement de la Brosse et Fouché, qu'ils font évoluer en Ateliers et chantiers de Bretagne en 1909 et dont il devient l'administrateur délégué, puis le président.
Il préside également les conseils d'administration de la Société nantaise de fonderies réunies, de la Société générale de constructions mécaniques, de la Société d’appareils de transmission, de la Société nouvelle des Pêcheries à vapeur d'Arcachon. Il siège notamment au conseil d’administration de la Société Rateau.
Attaché au catholicisme social, ses responsabilités patronales l’amenent à être président du Syndicat des constructions navales et mécaniques, vice-président de l'Office départemental des groupements patronaux et membre du conseil de direction de l’Union des industries métallurgiques et minières (UIMM) et de la Chambre de commerce de Nantes.
Durant la Première Guerre mondiale, Fouché sert comme lieutenant-colonel commandant le 154e régiment d'artillerie à pied.

## Hommages
Il donne son nom à la rue Henri-Edmond-Fouché à Nantes.

## Sources
- Notices d'autorité :   - VIAF
  - BnF (données)
- Ressource relative à la vie publique :   - base Léonore
- Yves Rochcongar, Capitaines d'industrie à Nantes au XIXe siècle, éditions MeMo, Nantes, 2003.